# نضال الخياري
نضال الخياري (بالفرنسية: Nidhal Khiari)‏، هو مدرب تونسي من مواليد 16 يوليو 1982 بمدينة بنقردان، وهو لاعب سابق لنادي الاتحاد الرياضي ببنقردان.

## وصلات خارجية
- صفحة نضال الخياري على موقع كوووة.